# Humectante
En cosméticos (productos de belleza y cuidado personal), un humectante es una sustancia química que humedece y suaviza la piel.
No se debe confundir con un hidratante, ya que hidratar significa restaurar el agua de la piel, es algo biológico; mientras que humectar es absorber o retener el agua, es algo que sucede por causas exteriores.

## Funcionamiento

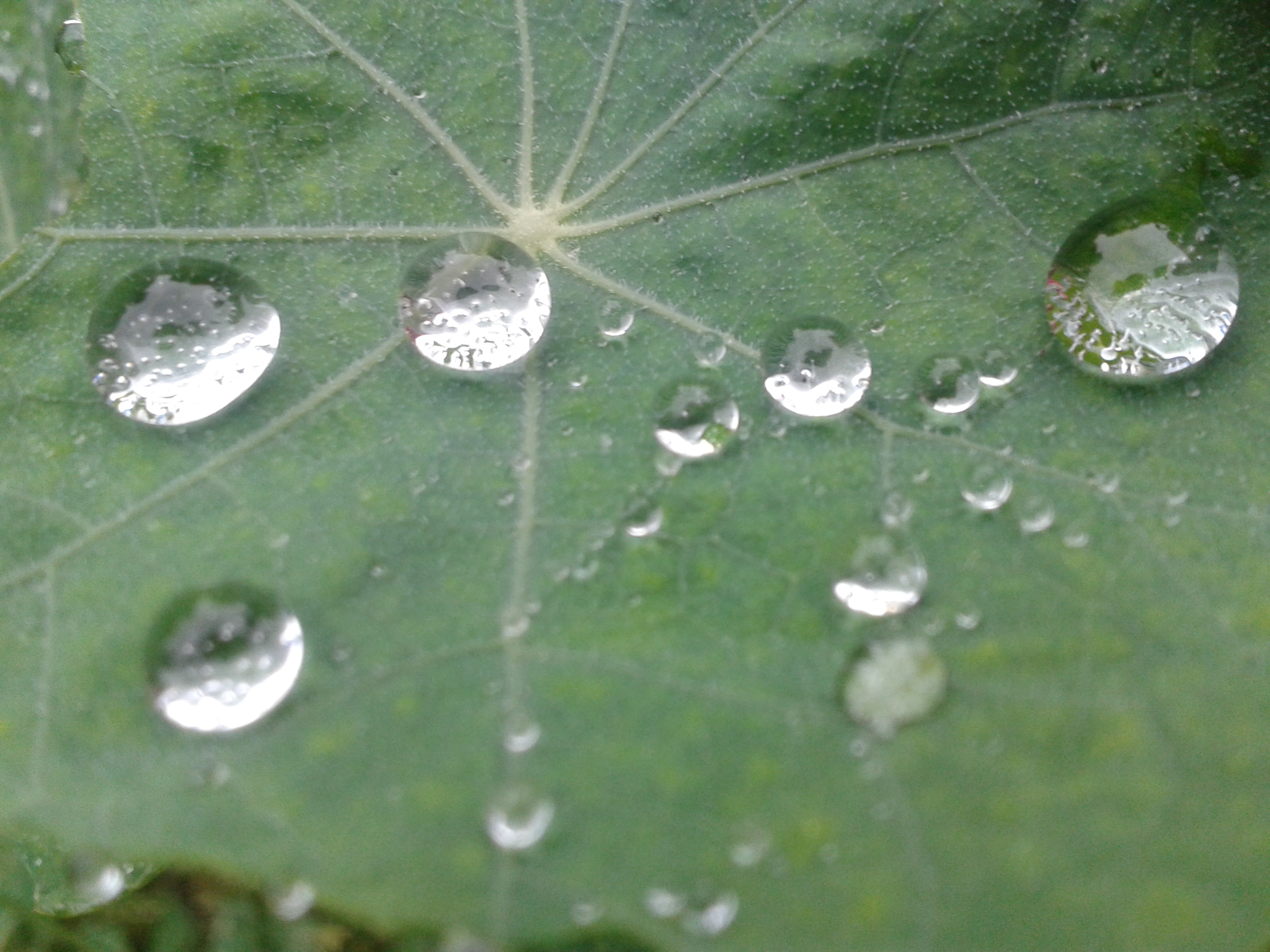
Tensión superficial alta.

Los humectantes son sustancias tensoactivas. Quiere decir que funcionan al disolverse en agua provocando un ángulo de contacto inferior entre una sustancia y una superficie hidrófoba.
El tensoactivo se adsorbe a la grasa y a la superficie sólida, favoreciendo la migración de partículas de agua.

## Sustancias humectantes
Algunas sustancias que sirven para la humectación en la piel son:

### Manteca de karité
Es un producto natural que se obtiene de la semilla del árbol de karité. 

Ayuda a generar vitamina A y E en el cuerpo humano Es un humectante natural y previene en envejecimiento cutáneo.

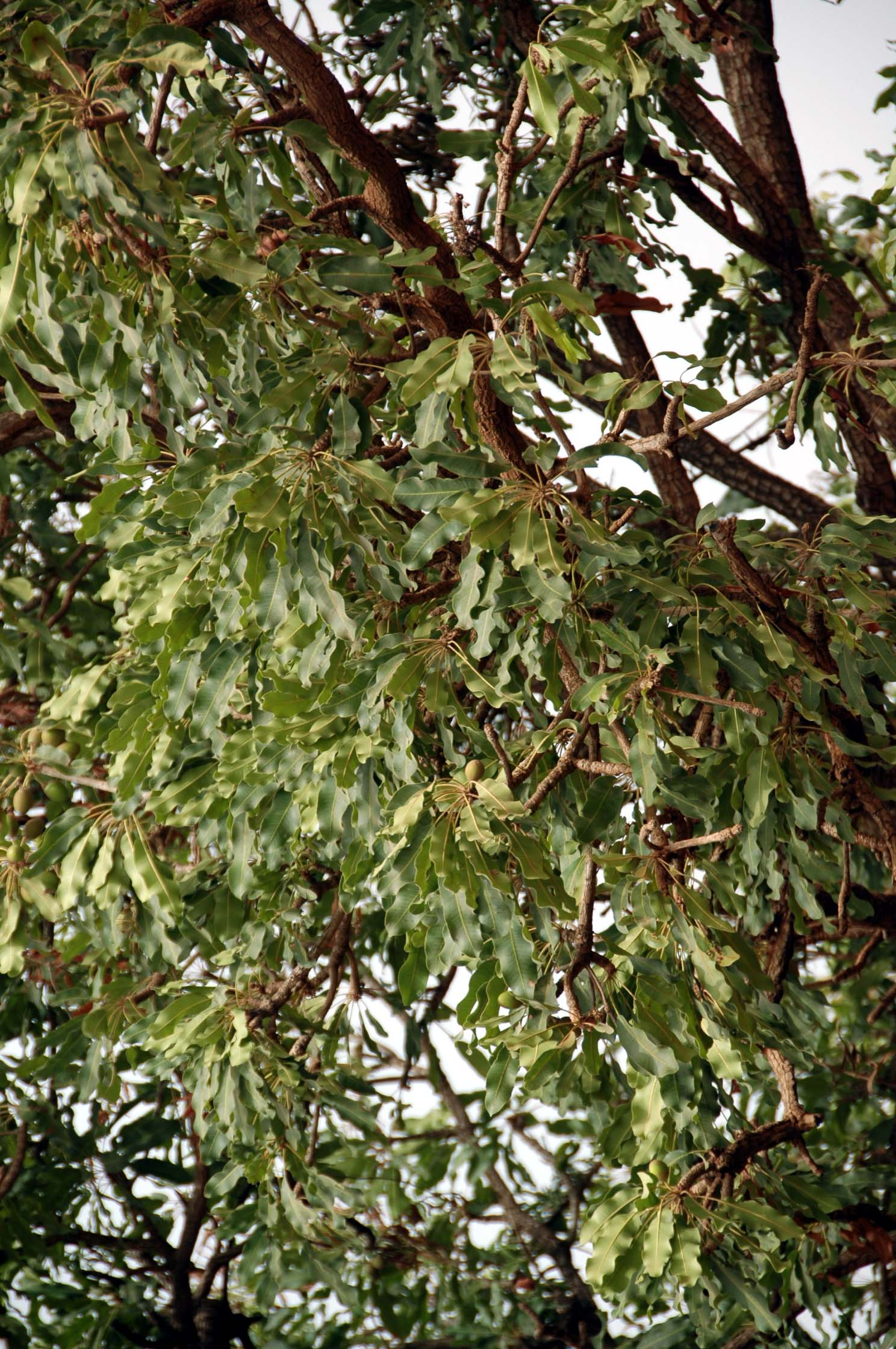
Árbol de karité

La manteca de karité actúa recubriendo la piel con una película invisible y la protege de las agresiones externas, como el sol, el viento o los cambios bruscos de temperatura.

### Phytessence Wakame
Es un alga marina proveniente de Japón... (Edición próxima)